# Dänischer Fußballpokal 1959/60
Der Dänische Fußballpokal 1959/60 war die sechste Austragung des dänischen Pokalwettbewerbs der Männer. Er wurde vom dänischen Fußballverband ausgetragen. Das Finale fand am 15. Mai 1960 im Københavns Idrætspark von Kopenhagen statt. Pokalsieger wurde Vorjahresfinalist Aarhus GF, der sich im Finale gegen BK Frem Sakskøbing durchsetzte.
Alle Begegnungen wurden in einem Spiel ausgetragen. Bei unentschiedenem Ausgang wurde zur Ermittlung des Siegers eine Verlängerung gespielt. Stand danach kein Sieger fest, folgte ein Elfmeterschießen. Ab dem Halbfinale wurde bei einem Remis das Spiel wiederholt.

## 1. Runde
Es nahmen 56 Mannschaften von der dritten Klasse abwärts teil.
|                    | Ergebnis              |                    |
| ------------------ | --------------------- | ------------------ |
| Assens G&IK        | 0:1                   | Odense KFUM        |
| B 1921 Nykøbing    | 0:4                   | Helsingør IF       |
| Bindslev IF        | 1:5                   | Silkeborg IF       |
| Brande IF          | 2:0                   | Vejgaard BSK       |
| Eskilstrup BK      | 1:7                   | Lendemark BK       |
| Frederiksberg BK   | 4:4 n. V. (3:2 i. E.) | BK Skjold Østerbro |
| Fredericia fF      | 6:1                   | BK Marienlyst      |
| Frederiksborg IF   | 3:2                   | Sundby BK          |
| BK Frem Sakskøbing | 6:3                   | Slagelse B&I       |
| Hedehusene IK      | 1:4 n. V.             | Roskilde BK        |
| Hellerup IK        | 3:0                   | Tårnby BK          |
| Hjørring IF        | 6:1                   | Grindsted G&IF     |
| Holbæk B&I         | 1:0 n. V.             | Lyngby BK          |
| Horbelev BK        | 5:4                   | BK Hekla           |
| Kalundborg GB      | 3:0                   | Thisted FC         |
| Kastrup BK         | 5:2                   | IF Skjold Birkerød |
| Kerteminde BK      | 1:3                   | Kolding IF         |
| Nakskov BK         | 4:1                   | Rødby fB           |
| Nordenskov IF      | 1:3                   | Dalum IF           |
| Ringsted IF        | 0:1                   | Ryvang FC          |
| BK Rødovre         | 5:2                   | B 1908 Amager      |
| Skive IK           | 2:4                   | IK Skovbakken      |
| Svendborg BK       | 2:4                   | Haderslev FK       |
| Vanløse IF         | 5:1                   | Nexø BK            |
| Viborg FF          | 8:0                   | Tommerup BK        |
| Viby IF            | 1:2                   | Ranum IF           |
| IK Aalborg Chang   | 1:1 n. V. (3:4 i. E.) | Herning Fremad     |
| Aalborg Freja      | 8:1                   | Søndersø BK        |

## 2. Runde
Teilnehmer waren die 28 Sieger der ersten Runde und die zwölf Vereine aus der 2. Division 1959.
|                    | Ergebnis              |                  |
| ------------------ | --------------------- | ---------------- |
| B 1901 Nykøbing    | 2:1                   | Ranum IF         |
| Dalum IF           | 2:2 n. V. (3:1 i. E.) | IK Skovbakken    |
| Fredericia BK      | 1:2                   | Horbelev BK      |
| Frederikshavn fI   | 1:3                   | Brønshøj BK      |
| BK Frem Sakskøbing | 3:3 n. V. (4:2 i. E.) | KFUM Kopenhagen  |
| Haderslev FK       | 2:1                   | Holbæk B&I       |
| Helsingør IF       | 3:2                   | B 1913 Odense    |
| Hellerup IK        | 2:1                   | Frederiksborg IF |
| Hjørring IF        | 1:0                   | Randers SK Freja |
| Kalundborg GB      | 3:1                   | Aalborg Freja    |
| Kolding IF         | 2:2 n. V. (3:1 i. E.) | Herning Fremad   |
| Lendemark BK       | 1:2                   | IF AIA-Tranbjerg |
| Nakskov BK         | 0:0 n. V. (5:4 i. E.) | Horsens fS       |
| Næstved IF         | 4:2 n. V.             | Viborg FF        |
| Odense KFUM        | 8:1                   | Kastrup BK       |
| Roskilde BK        | 2:3                   | Vanløse IF       |
| Ryvang FC          | 1:2                   | Fremad Amager    |
| BK Rødovre         | 6:2                   | Brande IF        |
| Silkeborg IF       | 3:2                   | Frederiksberg BK |
| Aalborg BK         | 1:3                   | Ikast FS         |

## 3. Runde
Teilnehmer: Die 20 Sieger der zweiten Runde und die zwölf Vereine aus der 1. Division 1959.
|                  | Ergebnis              |                      |
| ---------------- | --------------------- | -------------------- |
| IF AIA-Tranbjerg | 2:3 n. V.             | Aarhus GF            |
| B 1901 Nykøbing  | 5:1                   | Næstved IF           |
| B 1909 Odense    | 7:0                   | Fremad Amager        |
| Brønshøj BK      | 1:1 n. V. (2:3 i. E.) | Vejle BK             |
| Dalum IF         | 1:0                   | Helsingør IF         |
| Esbjerg fB       | 2:0                   | B 1903 Kopenhagen    |
| Haderslev FK     | 3:3 n. V. (2:4 i. E.) | BK Frem Sakskøbing   |
| Hjørring IF      | 3:1                   | Vanløse IF           |
| Horbelev BK      | 1:5 n. V.             | B.93 Kopenhagen      |
| Ikast FS         | 1:1 n. V. (4:3 i. E.) | Hellerup IK          |
| Kolding IF       | 5:1                   | Silkeborg IF         |
| Køge BK          | 2:1                   | Kalundborg GB        |
| Nakskov BK       | 1:2                   | Odense KFUM          |
| Odense BK        | 4:2                   | Kjøbenhavns Boldklub |
| BK Rødovre       | 2:4                   | BK Frem Kopenhagen   |
| Skovshoved IF    | 2:1                   | AB Gladsaxe          |

## 4. Runde
Teilnehmer: Die 16 Sieger der dritten Runde.
|                    | Ergebnis              |                    |
| ------------------ | --------------------- | ------------------ |
| Aarhus GF          | 6:1                   | Dalum IF           |
| B.93 Kopenhagen    | 4:2                   | Kolding IF         |
| B 1901 Nykøbing    | 2:0                   | Hjørring IF        |
| B 1909 Odense      | 9:2                   | Ikast FS           |
| Esbjerg fB         | 1:0                   | Odense BK          |
| BK Frem Kopenhagen | 3:3 n. V. (4:3 i. E.) | Odense KFUM        |
| Skovshoved IF      | 0:1                   | BK Frem Sakskøbing |
| Vejle BK           | 2:0                   | Køge BK            |

## Viertelfinale
|                    | Ergebnis              |                 |
| ------------------ | --------------------- | --------------- |
| Aarhus GF          | 2:1                   | Vejle BK        |
| B.93 Kopenhagen    | 3:3 n. V. (2:4 i. E.) | B 1901 Nykøbing |
| BK Frem Kopenhagen | 2:3                   | B 1909 Odense   |
| BK Frem Sakskøbing | 3:1                   | Esbjerg fB      |

## Halbfinale
|                    | Ergebnis  |                 |
| ------------------ | --------- | --------------- |
| Aarhus GF          | 2:2 n. V. | B 1909 Odense   |
| BK Frem Sakskøbing | 1:1 n. V. | B 1901 Nykøbing |

### Wiederholungsspiele
|                 | Ergebnis  |                    |
| --------------- | --------- | ------------------ |
| B 1901 Nykøbing | 0:2       | BK Frem Sakskøbing |
| Aarhus GF       | 1:1 n. V. | B 1909 Odense      |

### 2. Wiederholungsspiel
|           | Ergebnis |               |
| --------- | -------- | ------------- |
| Aarhus GF | 2:0      | B 1909 Odense |

## Finale
| Paarung            | Aarhus GF – BK Frem Sakskøbing |
| Ergebnis           | 2:0 (0:0) |
| Datum              | 15. Mai 1960 |
| Stadion            | Københavns Idrætspark, Kopenhagen |
| Zuschauer          | 17.500 |
| Schiedsrichter     | Aage Poulsen |
| Tore               | 1:0 Leif Nielsen (49.) 2:0 John Amidsen (80.) |
| Aarhus GF          | Henry From – Hans Gregersen, Bjarke Gundlev, Erik Christensen – Hans Christian Nielsen, Jørgen Olesen – John Jensen, John Amidsen, Leif Nielsen, Aage Rou Jensen, Peder Kjær Cheftrainer: Géza Toldi ( Ungarn) |
| BK Frem Sakskøbing | Leif Olsen – Carl Otto Østergaard, Svend Erik Jensen, Henning Nielsen – Villy Bang Nielsen, Anders Skotte – Vagn Hansen, Poul Jensen, Fritz Hansen, Ole Hansen, Bøje Petersen Cheftrainer: Poul Albrechtsen    |